# Glauco di Chio
Glauco di Chio (in greco antico: Γλαῦκος?; Chio, VII secolo a.C. – Chio, VII secolo a.C.) è stato un incisore e orafo greco antico, specializzato come toreuta e metallurgo.

## Biografia
Toreuta e metallurgo della fine del sec. VII a.C., la cui fama è legata alla invenzione della saldatura del ferro, anche se venne confuso più tardi con un omonimo scultore di Lemno.
La sua invenzione era documentata nel sostegno d'un cratere argenteo che Aliatte II re di Lidia aveva donato al santuario di Delfi, ricordato da Erodoto (I, 25) e descritto da Pausania, che lo vide intorno al 170 d.C., e che lo descrive costituito da pezzi saldati in modo da formare una specie di piramide tronca e collegati con traverse sbalzate e cesellate disposte su ciascun lato come i gradini di una scala.
Successivamente venne confuso anche con un altro omonimo: un grammatico di Samo.

## Opere
- Base di ferro saldato sorreggente un cratere argenteo (vaso) che Aliatte II re di Lidia aveva donato al santuario di Delfi.